# Bluebird Airways
Pour les articles homonymes, voir Bluebird.

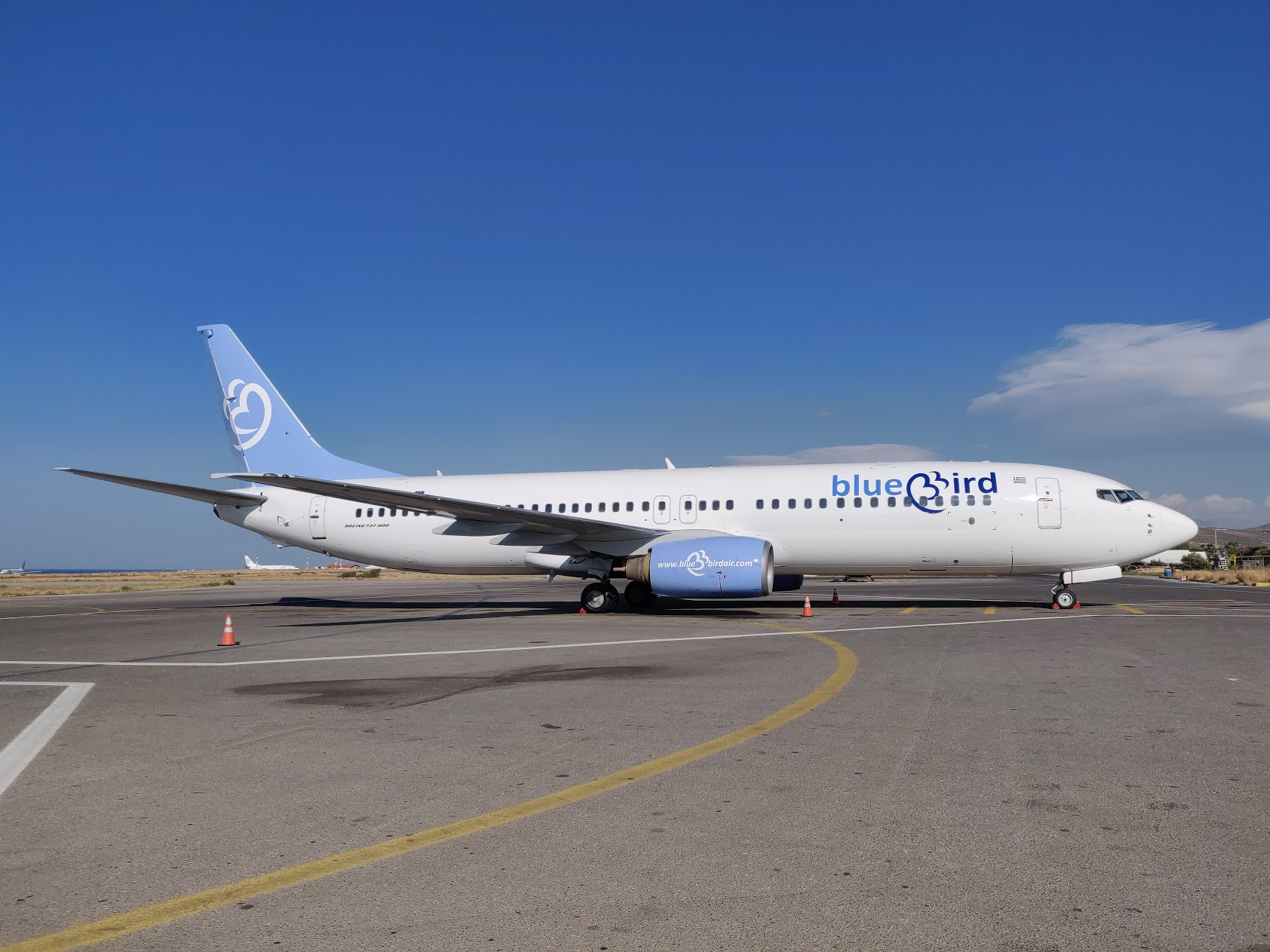
Un Boeing 737-800 de Bluebird Airways

Bluebird Airways est une compagnie aérienne grecque fondée en 2008 dont le siège social est situé à l'aéroport international d'Héraklion en Crète. La compagnie est principalement impliquée dans le transport de passagers et de fret depuis Tel Aviv selon les horaires et les vols charters.

## Histoire
Bluebird Airways est créée en 2008 et siège à Héraklion sur l'île de Crète en Grèce.
En octobre 2010, la compagnie réceptionne son premier Boeing 737-400 loué à ILFC (International Lease Finance Corporation), immatriculé SX-DAV. En juin 2011, un deuxième Boeing 737-400 de 174 passagers, immatriculé SX-TZE et loué chez AerCap vient s'ajouter à la flotte  Le premier Boeing 737-400 quitte la flotte en octobre 2012.
Pendant deux années consécutives, en 2013 et 2014, la compagnie loue chez Tend Air un avion de type McDonnell Douglas MD-83. Le premier est utilisé pendant la période estivale du 22 juin au 4 novembre 2013 puis la compagnie en loue de nouveau un du 1er juin au 20 octobre 2014.
Le 8 février 2016, son Boeing 737-400 (SX-TZE) quitte la flotte. Quatre mois plus tard, le 26 juillet 2016, le premier Boeing 737-300 loué à Jetran fait son entrée dans la flotte de Bluebird Airways puis le second arrive l'année suivante. En 2018, la compagnie ajoute un troisième Boeing 737-300, immatriculé 9H-AJW.
Le 21 mai 2019, un Boeing 737-800 de 189 sièges s'ajoute à la flotte et un autre ayant auparavant appartenu à la compagnie Air Italy est attendu.
Depuis 2022, la flotte se compose essentiellement de Boeing 737-800.

## Destinations
| Pays               | Ville         | Aéroport                                        | Remarques           |
| ------------------ | ------------- | ----------------------------------------------- | ------------------- |
| Bulgarie           | Burgas        | Aéroport de Bourgas                             | Vols saisonniers    |
| République Tchèque | Prague        | Aéroport Václav Havel de Prague                 | Vols saisonniers    |
| Grèce              | Héraklion     | Aéroport international d'Héraklion              | Hub de la compagnie |
| Grèce              | Mykonos       | Aéroport international de Mykonos               | Vols saisonniers    |
| Grèce              | Kos           | Aéroport international de Kos                   | Vols saisonniers    |
| Grèce              | Rhodes        | Aéroport international de Rhodes                | Vols saisonniers    |
| Grèce              | Thessalonique | Aéroport international de Thessalonique         | Vols saisonniers    |
| Hongrie            | Budapest      | Aéroport international de Budapest Ferenc Liszt | Vols saisonniers    |
| Israël             | Tel Aviv      | Aéroport Ben Gurion                             | Ville cible         |
| Italie             | Rome          | Aéroport Leonardo da Vinci-Fiumicino            | Vols saisonniers    |
| Italie             | Vérone        | Aéroport de Vérone Villafranca                  | Vols saisonniers    |
| Roumanie           | Bucarest      | Aéroport international Henri Coandă             | Vols saisonniers    |
| Espagne            | Barcelone     | Aéroport de Barcelone-El Prat Josep Tarradellas |                     |

## Flotte

### Flotte actuelle
La flotte de Bluebird Airways est constituée des avions suivants en avril 2025,, :

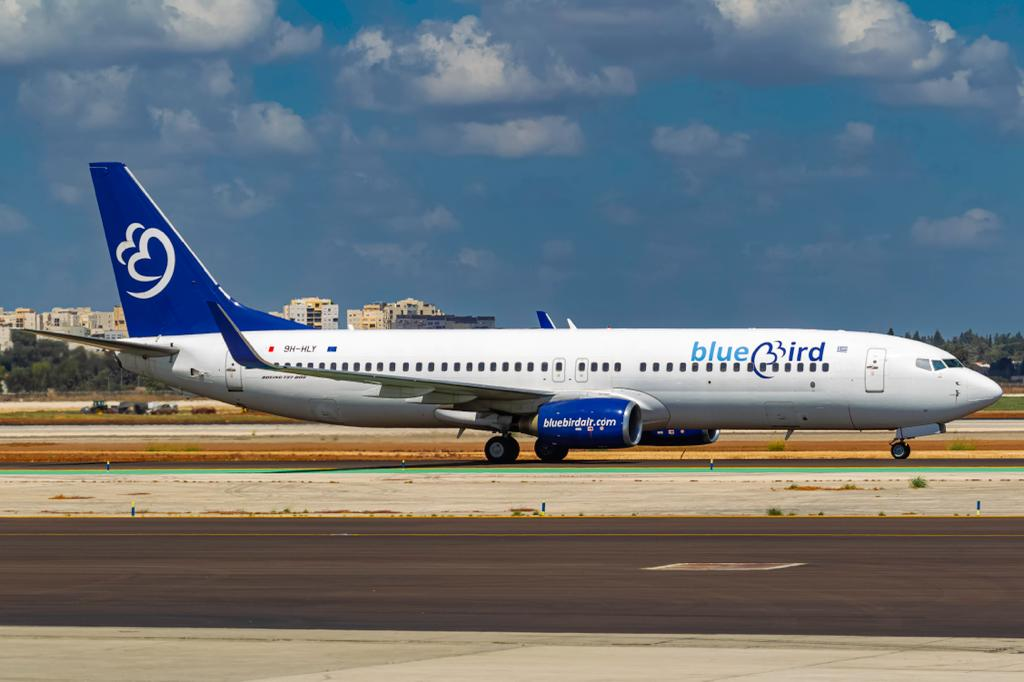
Boeing 737-800 de Bluebird Airways

### Flotte ancienne
La compagnie a par le passé exploité les types d'avion suivants :

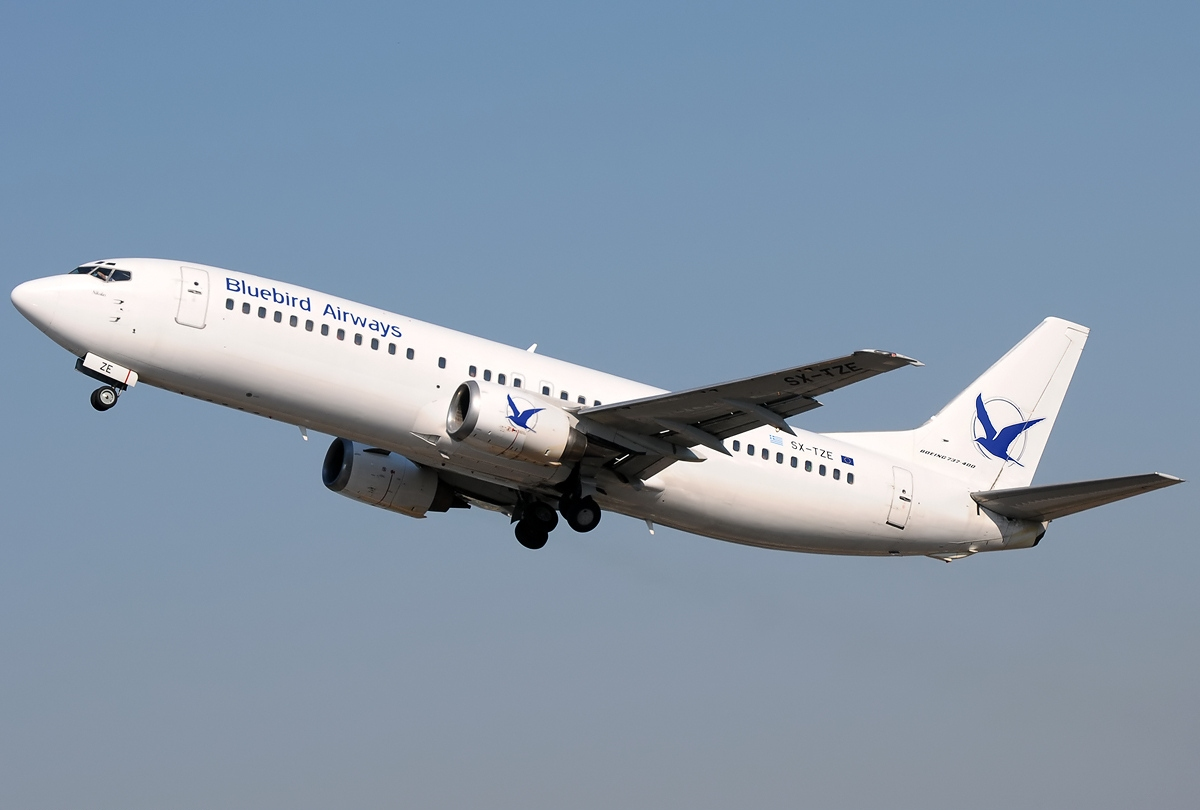
Bluebird Airways Boeing 737-400

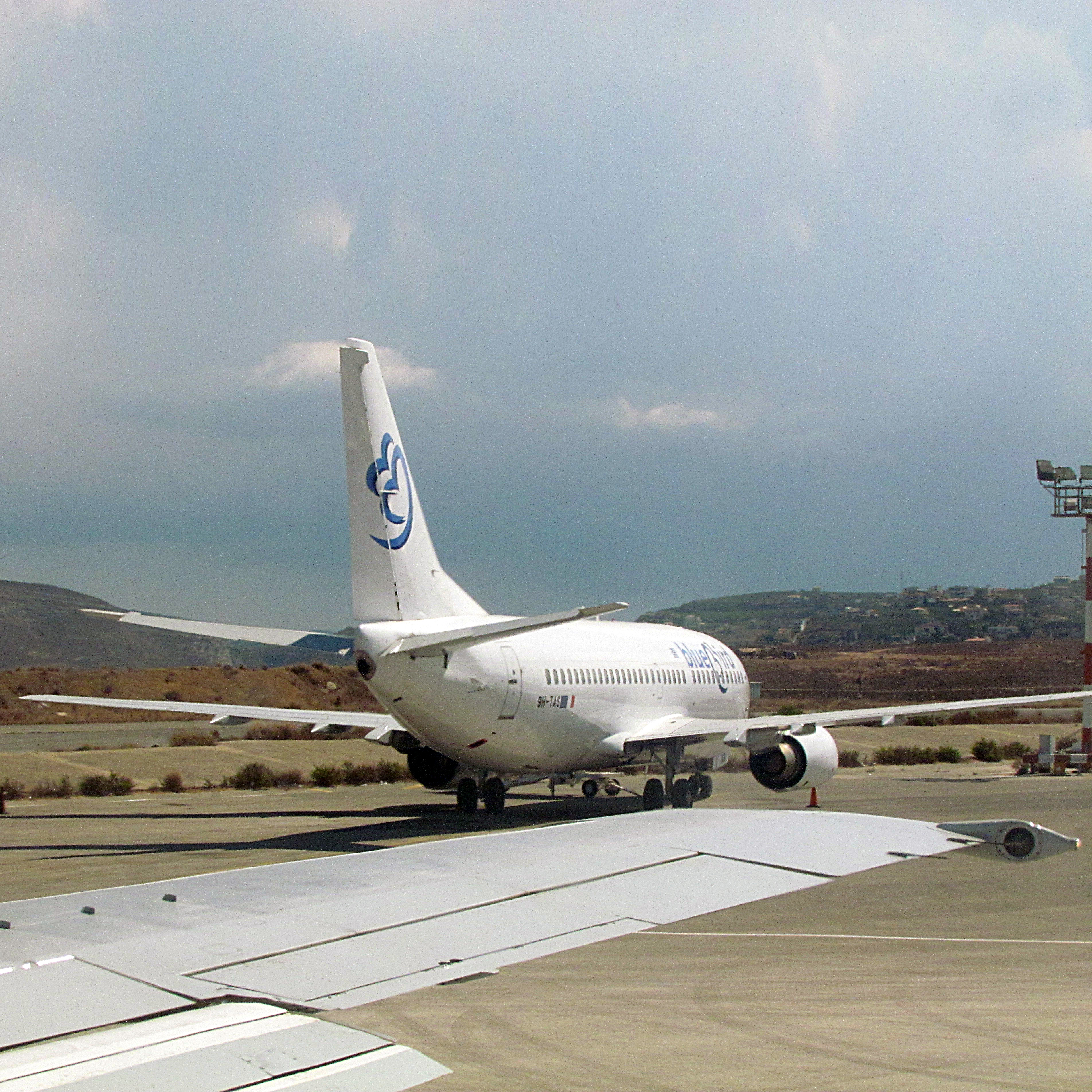
Un Boeing 737-3Y0 de Bluebird Airways à l'aéroport d'Heraklion

- Boeing 737-300
- Boeing 737-400
- McDonnell Douglas MD-83